# Dmytro Hračov
Dmytro Olehovič Hračov (in ucraino Дмитро Олегович Грачов?; Leopoli, 5 dicembre 1983) è un arciere ucraino.

## Palmarès

### Olimpiadi
- 1 medaglia:
  - 1 bronzo (Atene 2004 a squadre)

### Universiadi
- 1 medaglia:
  - 1 bronzo (Shenzhen 2011 a squadre)